# 猕猴桃科
猕猴桃科包括3属大约360种，分布在亚洲、中美洲和南美洲的温带和亚热带地区，有乔木、灌木和木质藤本。
本科植物多数为小乔木或灌木，单叶螺旋排列，叶缘有齿，无托叶或多托叶，一般都有毛。花单生或结成二级聚伞花序，花冠分离，雄蕊在根部连接。果实多为浆果。猕猴桃是一种著名的水果。
本科植物有雌雄同株也有雌雄异株的。
克朗奎斯特分类法将猕猴桃科分入山茶目，2003年的APG II 分类法根据基因亲缘关系将多目合并为杜鹃花目。